# Filimanus xanthonema
Filimanus xanthonema és una espècie de peix pertanyent a la família dels polinèmids.
Es troba des de la costa oriental de l'Índia
fins a Lombok (Indonèsia).

És un peix marí, demersal i de clima tropical (25°N-9°S, 79°E-117°E) que viu entre 1 i 30 m de fondària en fons fangosos.
Menja crustacis petits.
És inofensiu per als humans.
Pot arribar a fer 14 cm de llargària màxima. És de color verd o groc fosc a la part superior i platejat a la inferior. Té 11-13 radis tous a l'aleta dorsal i 10-12 a l'anal. Té 6 (de vegades, 5 o 7) filaments pectorals, els quals no arriben al punt mitjà de l'aleta anal i el musell punxegut.